# Pedro Enrique de Orleans-Braganza
Pedro Enrique de Orleans-Braganza (Boulogne-Billancourt, 13 de septiembre de 1909 - Vassouras, 5 de julio de 1981), apodado "el príncipe esperado", fue descendiente de la familia imperial brasileña y pretendiente al trono de Brasil desde 1921 hasta su muerte en julio de 1981. Sucedió a su abuela, la princesa Isabel, al frente de la Casa Imperial de Brasil en noviembre de 1921, con el apoyo de los monárquicos y su tío, el príncipe Pedro de Alcántara de Orleans-Braganza. Era primo hermano de doña María de las Mercedes, condesa de Barcelona, primo tío del rey don Juan Carlos I y primo tío bisabuelo del rey Felipe VI de España.
Primer hijo del príncipe Luis de Orleans-Braganza, príncipe imperial de Brasil, y de la princesa María Pía de Borbón-Dos Sicilias. Se convirtió en pretendiente tras la muerte de su abuela Isabel de Brasil, hija del emperador Pedro II, en 1921, así como en jefe de la casa imperial, con el apoyo de monárquicos y de su tío, Pedro de Alcántara de Orleans-Braganza. Se casó el 19 de agosto de 1937 con la princesa María Isabel de Baviera.

## Infancia y juventud
Cuando nació, la familia imperial brasileña estaba exiliada en Francia, desde hace 20 años. Su tío, Pedro de Alcántara, había renunciado a sus derechos al trono de Brasil en 1908, su padre, Luis, fue elevado a príncipe imperial de Brasil, en su nacimiento había recibido el título de gran príncipe de Grão-Pará, según el artículo 105 de la Constitución de 1824. Fue bautizado en la capilla del castillo, con las aguas de Chafariz Largo da Carioca, en Río de Janeiro, con los padrinazgos de su abuela paterna, la princesa Isabel de Brasil, y el abuelo materno, Alfonso, conde de Caserta y jefe de la Casa Real de las Dos Sicilias. 
El príncipe y su familia vivían entre el castillo d’Eu y el palacio de Boulogne-sur-Seine, ambos pertenecientes a la familia imperial. Fue instruido primero por su abuela, la princesa Isabel Leopoldina, y luego por muchos preceptores imbuidos en educarlo como un futuro emperador de Brasil. 
En 1920, su padre muere en Cannes, Francia, víctima de lesiones adquiridas en las trincheras de la Primera Guerra Mundial. También en 1920, el decreto de expulsión es derogado por el entonces presidente de la República Epitácio Pessoa. El abuelo de Pedro Enrique, el conde de Eu, lleva a la familia imperial de vuelta a Brasil, pero su abuela, la princesa Isabel Leopoldina, no, ya estaba anciana y enferma, con lo que el viaje no se le recomendó. Sin embargo, poco se mantuvieron en Brasil, debido a que sus vidas se habían consolidado en Europa, y decidieron volver allí. 
En vista de la muerte de su padre en 1920, se convirtió en el príncipe imperial del Brasil, pero el 14 de noviembre de 1921, falleció en el castillo la princesa Isabel y a los 12 años se convirtió en el jefe de la Casa Imperial del Brasil. 
Al ser retirada del 3 de septiembre de 1920, la prohibición impuesta a la familia imperial el 21 de diciembre de 1889, su madre, María Pía de Borbón-Dos Sicilias, decidió seguir viviendo en Francia, donde pensaba que podría recibir una mejor educación, con sus hermanos Gustavo Luis de Orleans y Braganza y Maria Pía de Orleans y Braganza. Se graduó en Ciencias Políticas y Sociales en la Universidad de la Sorbona en Francia. 
En 1925, a los 16 años de edad, el gobierno brasileño tomó su solicitud para servir en las Fuerzas Armadas.

## Matrimonio
Se casó en Leutstetten en el 17 de agosto y religiosamente en la capilla del castillo de Nymphenburg de Múnich el 19 de agosto de 1937 con María Isabel de Baviera y Croÿ, bautizada Elisabeth Marie Françoise Thérèse Josèphe de Wittelsbach (nacida en Nymphenburg desde el 9 de septiembre de 1914), princesa de Baviera; hija mayor de Francisco de Wittelsbach, príncipe real de Baviera y de la princesa Isabel de Croÿ. La boda sirvió de pretexto para que el Duque de Baviera se enfrentase al gobierno nazi de Adolf Hitler. Se invitó a varios jefes de casas reales europeas, como la gran duquesa Carlota de Luxemburgo y el rey Alfonso XIII de España, exiliado también desde la proclamación de la Segunda República española en 1931. Los altos comandantes del partido nazi no fueron invitados.
Tuvieron 13 hijos, a saber:
- Luis de Brasil (n. 6 de junio de 1938 - m. 15 de julio de 2022)
- Odón de Brasil (n. 8 de junio de 1939 - m. 13 de agosto de 2020[3])
- Beltrán de Brasil (n. 2 de febrero de 1941)
- Isabel de Brasil (n. 5 de abril de 1944 - m. 5 de noviembre de 2017)
- Pedro de Brasil (n. 1 de diciembre de 1945)
- María Carolina de Brasil (n. 28 de septiembre de 1946 - m. 28 de septiembre de 1946)
- Fernando de Brasil (n. 2 de febrero de 1948)
- Antonio de Brasil (n. 24 de junio de 1950 - m. 8 de noviembre de 2024)
- Leonor de Brasil (n. 20 de mayo de 1953)
- Francisco de Brasil (n. 6 de abril de 1955)
- Alberto de Brasil (n. 23 de junio de 1957)
- Teresa de Brasil (n. 14 de julio de 1959)
- Gabriela de Brasil (n. 14 de julio de 1959)

La pareja vivió primero en Francia, tras la Segunda Guerra Mundial volvieron a vivir en Brasil.

## Traslado a Brasil
La familia imperial no fue capaz de volver a Brasil hasta 1945, cuando la guerra terminó. Se instalaron primero en Petrópolis, Río de Janeiro, en el palacio de GrAN Pará y, a continuación, en una casa en el barrio de Retiro, en Petrópolis. En Brasil, Pedro Enrique consolidó su posición, pero, tal vez por no creer en la posibilidad de restablecer la monarquía, nunca se preocupó, aunque instó a adoptar una función en tiempos de crisis institucional, como en 1964, al comienzo del golpe militar. 
En 1951, compró una finca, la Hacienda de Santa Maria en la ciudad de Jacarezinho, interior de Paraná, donde se inició como agricultor. En 1965, regresó al estado de Río de Janeiro, a la localidad de Vassouras, ciudad importante en los días del Imperio y residió allí hasta el final de su vida.

## Títulos y tratamientos y distinciones honoríficas
| ● 13 de septiembre de 1909-26 de marzo de 1920: | Su Alteza Imperial y Real el príncipe Gran Pará                                              |
| ● 26 de marzo de 1920-14 de noviembre de 1921:  | Su Alteza Imperial y Real el príncipe imperial de Brasil                                     |
| ● 14 de noviembre de 1921-5 de julio de 1981:   | Su Alteza Imperial y Real el jefe de la casa imperial de Brasil, príncipe imperial de Brasil |

### Distinciones de la casa imperial de Brasil
- Gran Maestre y Soberano de la Orden Imperial de Nuestro Señor Jesús Cristo[4]
- Gran Maestre y Soberano de la Orden Imperial de San Benito de Aviz[4]
- Gran Maestre y Soberano de la Orden Imperial de Santiago de la Espada[4]
- Gran Maestre y Soberano de la Orden Imperial de la Cruz del Sur[4]
- Gran Maestre y Soberano de la Orden Imperial del Emperador Pedro I[4]
- Gran Maestre y Soberano de la Orden Imperial de la Rosa[4]

### Distinciones extranjeras
- Bailio Gran Cruz de Honor y Devoción de la Soberana Orden Militar y Hospitalaria de San Juan de Jerusalén, de Rodas y de Malta[4]
- Gran Cruz de la Orden Ecuestre del Santo Sepulcro de Jerusalén[4]
- Gran Cruz de justicia de la Sagrada Orden Militar Constantiniana de San Jorge[5][4]